# 尤寧比奇 (新澤西州)
尤寧比奇（英語：Union Beach）是位於美國新澤西州蒙茅斯縣的自治市鎮。

## 人口
根據2020年美國人口普查的數據，尤寧比奇的面積為4.87平方千米，當中陸地面積為4.61平方千米，而水域面積為0.26平方千米。當地共有人口5723人，而人口密度為每平方千米1,175人。